# Paluxysaurus
A Paluxysaurus (jelentése 'Paluxy-gyík', a Texas állambeli Paluxy városára és a Paluxy folyóra utalva) a bazális titanosauriformes sauropoda dinoszauruszok egyik neme, amely a kora kréta időszak késő apti–kora albai korszakában (körülbelül 112 millió évvel ezelőtt) élt a Twin Mountains Formációban, a mai Egyesült Államok területén, a texasi Hood megyében. A többi sauropodához hasonlóan a Paluxysaurus is nagy méretű, négy lábon járó növényevő volt, amely hosszú nyakkal és kis fejjel rendelkezett. Legalább négy példány maradványai alapján ismert, melyek egy csontmederből kerültek elő.

## Osztályozás
Peter J. Rose, aki leírást készített a nemről, kladisztikai elemzést végzett, ami a szerint a Paluxysaurus egy kládot alkot a Brachiosaurusszal, miáltal brachiosauridává válik. A kládnak egyetlen szünapomorfiája van: egy „aránylag transzverzálisan, a szára közepén széles combcsont”. Attól függetlenül, hogy brachiosaurida vagy sem, a Paluxysaurus bazális titanosauriformesnek tűnik.

## Felfedezés és történet
A Paluxy folyó térségéből származó, régóta ismert sauropoda csontokat és lábnyomokat rendszerint a Pleurocoelushoz kapcsolják, köztük részleges csontvázakat is (melyek a Twin Mountains Formáció feletti Glen Rose Formációból kerültek elő). Az 1980-as évek közepén a Texasi Egyetem diákjai egy csontmedret fedeztek fel egy Hood megyei ranchon, de az ásatás 1987-ben abbamaradt. A lelőhelyet 1989-ben ismét megnyitották, és a Déli Metodista Egyetem (Southern Methodist University), a Fort Worth-i Tudományi és Történeti Múzeum (Fort Worth Museum of Science and History), valamint a Tarleton Állami Egyetem (Tarleton State University) részvételével azóta is feltárás alatt áll. Úgy tűnik, hogy az összes sauropoda maradvány ugyanattól a nemtől származik. A területen megkövesedett fákat is találtak. A felfedezett térség a kőzetek lerakódása idején folyó volt, a medrében homokkal és sárral, valamint a fosszíliákat tartalmazó kalcittal cementált homokkővel. A fosszíliák többségének feltárását és preparálását követően a sauropoda a Paluxysaurus nevet kapta.
A Paluxysaurus holotípusa az FWMSH 93B-10-18 jelzésű lelet, egy egybefüggő bal felső állcsont és orrcsont, valamint több fog. A lelőhelyről származó többi csont közé tartozik egy hét csigolyából álló részleges nyak, tizenhárom hátcsigolya és harminc farokcsigolya, valamint a vállöv és a végtagok részei, egyes kéz- és lábfejcsontok kivételével. A többi sauropodától a csigolyák részletei és különböző morfológiai eltérések révén különböztethető meg, az egyéb csontok viszont hasonlítanak a többi kora kréta időszaki, észak-amerikai sauropodákéra. A nem a csontmederbeli maradványokra korlátozódik; például a Wise megyéből származó, Pleurocoelus sp. néven ismert részleges csontváz (az SMU 61732 jelzésű lelet) nem kapcsolódik a Paluxysaurushoz. A P. sp. és a Paluxysaurus között vannak eltérések, de a két nem teljes bizonyossággal nem különböztethető meg.

## Fordítás
- Ez a szócikk részben vagy egészben a Paluxysaurus című angol Wikipédia-szócikk ezen változatának fordításán alapul.  Az eredeti cikk szerkesztőit annak laptörténete sorolja fel. Ez a jelzés csupán a megfogalmazás eredetét és a szerzői jogokat jelzi, nem szolgál a cikkben szereplő információk forrásmegjelöléseként.